# 2003年至2004年NBA赛季
2003-04 NBA賽季是NBA第58個賽季，底特律活塞以4:1擊敗球星云集的洛杉磯湖人，繼1988-89,1989-90賽季后第三次奪得總冠軍錦標。

## 本賽季大事
- 侯斯頓火箭首次在他們的新主場豐田中心進行比賽。
- 2004年NBA全明星賽在加州洛杉磯的史坦波中心進行，結果西岸以136-132擊敗東岸，湖人隊中鋒奧尼爾獲得MVP。
- 侯斯頓火箭，丹佛金塊以及克里夫蘭騎士都換上了新球服作賽。
- 卡爾·馬龍，加里·佩頓為追求職業生涯的首枚冠軍戒指，一齊加入洛杉磯湖人隊，可惜球隊在最后的總決賽失败，功虧一簣。
- 明尼蘇達木狼隊由他們的三人組合凱文·加內特，拉特里爾·斯普雷維爾以及山姆·卡塞爾帶領下，首度獲得中西部賽區以及西部聯盟冠軍，并且首次突破季后賽首輪，不過最終在西部決賽輸給洛杉磯湖人。
- 本賽季NBA平均每場得分創下歷史新低。
- 本賽季的新秀表現搶眼，包括選秀狀元，全明星球員勒布朗·詹姆斯。而卡梅隆·安東尼，德懷恩·韋德更是分別帶領自己的球隊打入季后賽，而韋德所在的邁阿密熱火直到第二輪才被淘汰。

## 成績

### 東岸
| 球會                | 勝 | 負 | 勝率 | 落后場次 |
| ------------------- | -- | -- | ---- | -------- |
| 新澤西籃網（2）     | 47 | 35 | .573 | -        |
| 邁阿密熱火（4）     | 42 | 40 | .512 | 5        |
| 紐約尼克（7）       | 39 | 43 | .476 | 8        |
| 波士頓塞爾特人（8） | 36 | 46 | .439 | 11       |
| 費城76人            | 33 | 49 | .402 | 14       |
| 華盛頓巫師          | 25 | 57 | .305 | 22       |
| 奧蘭多魔術          | 21 | 61 | .256 | 26       |

| 球會                | 勝 | 負 | 勝率 | 落后場次 |
| ------------------- | -- | -- | ---- | -------- |
| 印第安纳步行者（1） | 61 | 21 | .744 | -        |
| 底特律活塞（3）     | 54 | 28 | .659 | 7        |
| 新奧爾良黃蜂（5）   | 41 | 41 | .500 | 20       |
| 密爾沃基公鹿（6）   | 41 | 41 | .500 | 20       |
| 克里夫蘭騎士        | 35 | 47 | .427 | 26       |
| 多倫多速龍          | 33 | 49 | .402 | 28       |
| 亞特蘭大鷹          | 28 | 54 | .341 | 33       |
| 芝加哥公牛          | 23 | 59 | .280 | 38       |

### 西岸
| 球會                | 勝 | 負 | 勝率 | 落后場次 |
| ------------------- | -- | -- | ---- | -------- |
| 明尼蘇達木狼（1）   | 58 | 24 | .707 | -        |
| 圣安東尼奧馬刺（3） | 57 | 25 | .695 | 1        |
| 達拉斯獨行俠（5）   | 52 | 30 | .634 | 6        |
| 孟菲斯灰熊（6）     | 50 | 32 | .610 | 8        |
| 侯斯頓火箭（7）     | 45 | 37 | .549 | 13       |
| 丹佛金塊（8）       | 43 | 39 | .524 | 15       |
| 猶他爵士            | 42 | 40 | .512 | 16       |

| 球會                | 勝 | 負 | 勝率 | 落后場次 |
| ------------------- | -- | -- | ---- | -------- |
| 洛杉磯湖人（2）     | 56 | 26 | .683 | -        |
| 薩克拉門托帝王（4） | 55 | 27 | .671 | 1        |
| 波特蘭拓荒者        | 41 | 41 | .500 | 15       |
| 金州勇士            | 37 | 45 | .451 | 19       |
| 西雅圖超音速        | 37 | 45 | .451 | 19       |
| 鳳凰城太陽          | 29 | 53 | .354 | 27       |
| 洛杉磯快艇          | 28 | 54 | .341 | 28       |

|  | 赛区冠军 |

|  | 进入季后赛 |

(1)-(8)  种子排名

## 個人數據
| -            | 球員              | 球會           | -     |
| 平均每場得分 | 特雷西·麥克格雷迪 | 奧蘭多魔術     | 28.0  |
| 平均每場籃板 | 凱文·加內特       | 明尼蘇達木狼   | 13.9  |
| 平均每場助攻 | 賈森·基德         | 新澤西籃網     | 9.2   |
| 平均每場抄截 | 貝倫·戴維斯       | 新奧爾良黃蜂   | 2.4   |
| 平均每場封阻 | 西奧·拉特利夫     | 波特蘭拓荒者   | 3.6   |
| 投射命中率   | 沙奎爾·奧尼爾     | 洛杉磯湖人     | 58.4% |
| 罰籃命中率   | 佩賈·斯托賈科維奇 | 薩克拉門托帝王 | 92.7% |
| 三分命中率   | 安東尼·皮勒       | 薩克拉門托帝王 | 48.2% |

## NBA獎項
- 最有價值球員：凱文·加內特（明尼蘇達木狼）
- 最佳新秀：勒布朗·詹姆斯（克里夫蘭騎士）
- 最佳防守球員：羅恩·阿泰斯特（印第安纳步行者）
- 最佳第六人：安托万·賈米森（達拉斯獨行俠）
- 進步最快球員：扎克·蘭多夫（波特蘭拓荒者）
- 最佳教練：胡比·布朗（孟菲斯灰熊）

NBA一隊：
- 前鋒-凱文·加內特（明尼蘇達木狼）
- 前鋒-蒂姆·鄧肯（圣安東尼奧馬刺）
- 中鋒-沙奎爾·奧尼爾（洛杉磯湖人）
- 后衛-科比·布萊恩特（洛杉磯湖人）
- 后衛-賈森·基德（新澤西籃網）

NBA二隊：
- 前鋒-杰梅因·奧尼爾（印第安纳步行者）
- 前鋒-佩賈·斯托賈科維奇（薩克拉門托帝王）
- 中鋒-本·華萊士（底特律活塞）
- 后衛-山姆·卡塞爾（明尼蘇達木狼）
- 后衛-特雷西·麥克格雷迪（侯斯頓火箭）

NBA三隊：
- 前鋒-羅恩·阿泰斯特（印第安纳步行者）
- 前鋒-德克·諾維斯基（達拉斯獨行俠）
- 中鋒-姚明（侯斯頓火箭）
- 后衛-貝倫·戴維斯（新奧爾良黃蜂）
- 后衛-麥可·里德（密爾沃基公鹿）

NBA防守一隊：
- 前鋒-羅恩·阿泰斯特（印第安纳步行者）
- 前鋒-凱文·加內特（明尼蘇達木狼）
- 中鋒-本·華萊士（底特律活塞）
- 后衛-布魯斯·鮑文（圣安東尼奧馬刺）
- 后衛-科比·布萊恩特（洛杉磯湖人）

NBA防守二隊：
- 前鋒-安德烈·基里連科（猶他爵士）
- 前鋒-蒂姆·鄧肯（圣安東尼奧馬刺）
- 中鋒-西奧·拉特利夫（亞特蘭大老鷹）
- 后衛-道格·克里斯蒂（薩克拉門托帝王）
- 后衛-賈森·基德（新澤西籃網）

NBA最佳新秀陣容：
- 勒布朗·詹姆斯（克里夫蘭騎士）
- 卡梅隆·安東尼（丹佛金塊）
- 德懷恩·韋德（邁阿密熱火）
- 克里斯·波什（多倫多速龍）
- 柯克·韓瑞克（芝加哥公牛）

NBA最佳新秀陣容二隊：
- 烏杜尼斯·哈斯勒姆（邁阿密熱火）
- 馬奎斯·丹尼尔斯（達拉斯獨行俠）
- 賈維斯·海耶斯（華盛頓巫師）
- 喬什·霍華德（達拉斯獨行俠）
- T·J·福特（密爾沃基公鹿）